# Nardophyllum cabrerae
Nardophyllum cabrerae là một loài thực vật có hoa trong họ Cúc. Loài này được Bonif. mô tả khoa học đầu tiên năm 2005.